# Disillusion (album)
Disillusion è il quarto album in studio del gruppo heavy metal giapponese Loudness. È stato pubblicato nel 1984 per l'etichetta discografica Music for Nations in due versioni: la prima, intitolata DISILLUSION (〜撃剣霊化〜) (pubblicata il 21 gennaio) presenta i testi cantati in giapponese. La seconda, intitolata Disillusion - English version (pubblicata il 1º luglio), presenta una traccia in più e i testi cantati in inglese.

## Il disco
L'album vide la luce al termine del primo tour internazionale del gruppo, tenutosi tra il giugno e il luglio del 1983. Subito dopo la conclusione della tournée, a settembre i Loudness si trasferirono a Londra dove, coadiuvati da Julian Mendelsohn (ingegnere del suono già noto per aver lavorato con nomi importanti come Jimmy Page, Bob Marley, Paul Mc Cartney ed Elton John) e supportati da una nuova etichetta (la neocostituita Music for Nations), diedero il via alle registrazioni del nuovo album.
A registrazioni ultimate si decise di realizzare, per ogni traccia, delle parti vocali in inglese per esigenze commerciali. In conseguenza di ciò furono pubblicate, nello spazio di sette mesi, due versioni dell'album: una in lingua giapponese destinata al mercato interno, la seconda in lingua inglese per il mercato internazionale. Quest'ultima versione differisce inoltre dalla prima a causa della presenza di un'ulteriore traccia: Anthem (Loudness Overture), un assolo di Akira Takasaki posto in apertura di disco.
L'album, nonostante alcune difficoltà di pronuncia da parte di Niihara nella versione inglese, riscosse un positivo successo di pubblico e critica (che elogiò il lavoro di Takasaki accostandolo al rock progressivo), con brani come Crazy Doctor e Milky Way divenuti capisaldi della produzione del gruppo.
Già rimasterizzato in formato CD tra il 1993 (versione giapponese) e il 1994 (versione inglese) dalla Columbia Japan, Disillusion è stato ripubblicato il 27 ottobre 2004 dalla Roadrunner Records in entrambe le versioni, che variano a causa della presenza di tracce bonus differenti (la versione giapponese presenta delle versioni live di Crazy Doctor e Dream Fantasy cantate in inglese, mentre quella inglese presenta Eruption e Flash Out, tracce già presenti nell'EP Gotta Fight del 1985).

## Tracce
Versione giapponese
1. Crazy Doctor (Minoru Niihara, Akira Takasaki) - 4:13
2. Esper (Niihara, Takasaki) - 3:45
3. Butterfly (魔性の女) (Niihara, Takasaki) - 5:12
4. Revelation (啓示) (Niihara, Takasaki) - 4:19
5. Exploder (Takasaki) - 2:29
6. Dream Fantasy (夢・Fantasy) (Niihara, Takasaki) - 4:34
7. Milky Way (Niihara, Takasaki)  - 4:17
8. Satisfaction Guaranteed (Niihara, Takasaki) - 3:39
9. Ares' Lament (アレスの嘆き) (Niihara, Takasaki) - 5:30

Versione internazionale
1. Anthem (Loudness Overture) (Takasaki) - 02:19
2. Crazy Doctor - 4:13
3. Esper - 3:45
4. Butterfly - 5:12
5. Revelation - 4:19
6. Exploder - 2:29
7. Dream Fantasy - 4:34
8. Milky Way - 4:17
9. Satisfaction Guaranteed - 3:39
10. Ares' Lament - 5:30

## Formazione
- Minoru Niihara - voce
- Akira Takasaki - chitarra
- Masayoshi Yamashita - basso
- Munetaka Higuchi - batteria